# 盤腸大戰
盘肠大战，又叫拖肠大战，指作战者将流出的肠子盘绕在腰间或拖着肠子继续坚持战斗的极端勇武行为。该现象多见于中国民间传说、演义小说、戏曲等文艺作品中，常被作为极度英勇顽强、奋斗不懈的象征。历史上亦有少数经记载的实例。

## 贾复
贾复是史实人物，为东汉开国功臣，以勇武闻名，多次负伤，但正史中并无其拖肠大战的记载。贾复拖肠大战为“东汉系”民间故事之一，有多个版本，有些版本中此事见于贾复“四闯连营”故事中：
- 遭王莽将领王林暗算：見於明朝谢诏所著章回小说《東漢秘史》第二十六回《列宿紛臨助聖君　拖腸屢戰心無懼》。昆阳之战时，刘秀想向邓禹传信，贾复主动领命，来回四次，破围传信。第三次突围时，遭王林暗算，左胁中枪，肠流腹外。贾复忍痛裹创，犹自奋战，终将书信射入城内。邓禹见其伤势惊呼，贾复竟不顾重伤，坚持取回书复命，并在归途中阵斩王林[1]。
- 与王莽将领巨毋霸交战：见于田连元评书《刘秀传》。昆阳之战中，贾复、郅恽与巨毋霸交战，贾复拖肠大战，救出郅恽。
- 与郾王尹尊部将王陵交战：在河南省宝丰县流传，当地还有交马岭、净肠河、红土岭等地名，均和此传说相关[2]。

## 罗通
罗通不是史實人物，见于“说唐系”的民间故事，为唐太宗时期名将，以参与“扫北”闻名。清代章回小說《說唐後傳》裡的《說唐小英雄傳》（又稱《羅通掃北》）以其为男主角。
在薛丁山征西中，罗通在界牌关被哈密军层层包围，被敌人刺穿腹部，他拉出自己大肠小肠缠绑腰部，继续力战，将敌手砍死后一命呜呼，是为盘肠大战，享年五十。其“盘肠大战”的情节是文学创作中的经典场景，并有相关戏曲作品流传。

## 藍理
藍理是史实人物，为康熙朝将领，是正史上有明确文献记载曾进行“拖肠大战”的实例。
康熙二十一年（1682年），随福建水師提督施琅征台，任前锋。在关键的澎湖海战中，与鄭克塽大将劉國軒部将曾遂激战。蓝理腹部中炮，肠流腹外。其族子蓝法将肠子捧回腹内，弟藍瑗以衣包裹，弟藍珠用布条缚紧创口。蓝理忍剧痛继续指挥，高呼杀敌，率军击溃敌军，并成功援救搁浅被围的主帅施琅，被誉为“破肚将军”。此战为清军攻克澎湖、最终平定台湾奠定基础。战后叙功升迁，康熙帝特赞其「所向無敵」。

## 张彻电影
香港武侠电影导演張徹在其暴力美学的电影风格中，将“盘肠大战”情节发展为其标志性元素之一。从1968年的《金燕子》开始，在后续如《十三太保》（1970年）、《马永贞》（1972年）、《仇连环》（1972年）等电影中，此类盘肠大战的惨烈情节反复出现，成为其电影美学的经典符号。

## 引用
1. ↑  《東漢秘史·第二十六回 列宿紛臨助聖君　拖腸屢戰心無懼》
2. ↑  翟红果. . 平顶山党史方志网. 2016-07-21.
3. ↑  《清史稿·列傳四十八》：二十一年，提督施琅徵台灣，知理英勇，奏署右營游擊領舟師，部議格之，特旨允行。瑯令理當前鋒，諸弟瑤、瑗、珠皆從。鄭克塽遣其將劉國軒守澎湖，令曾遂等率眾數万迎敵，戰艦蔽海。理督兵與戰，自辰至午，戰益力。遂發砲，彈掠理而過，理僕，遂遙呼曰：「藍理死矣！」瑤扶理起立，理亦呼曰：「藍理在，曾遂死矣！」呼刀，族子法以授理，見理腹破腸流出，為掬而納諸腹，瑗傅以衣，珠持匹練縛其創。理呼殺賊，麾兵進，擊沈敵艦二，敵大潰。瑯過理舟慰勞之，令治創复戰。瑯舟膠淺沙，敵艦環圍之，理聞，赴援。理舟書姓名篷上，敵憚理，戰為稍卻，追擊，大敗之。得敵艦，請瑯易舟，出，逐敵至西嶼，殺傷殆盡，遂克澎湖。台灣平，敘功，仍授參將，加左都督。